# Lauren Ash
Lauren Elizabeth Ash (Belleville, Ontario, 4 de febrero de 1983) es una actriz canadiense de cine y televisión. Ha ganado en dos ocasiones el premio Canadian Comedy por mejor improvisadora en 2006 y 2007, ganó el premio a mejor actriz de televisión por Almost Heroes en 2012, y en 2015 el premio a mejor actuación femenina en un largometraje por su papel como Carol en la película Dirty Singles.
Ash ha interpretado varios roles en Scare Tactics y en la serie de televisión canadiense Almost Heroes. Tuvo un papel recurrente en The Ron James Show y realizó apariciones especiales en Lost Girl, Cracked, Bomb Girls y Call Me Fitz. Otros de sus créditos en cine y televisión incluyen Video on Trial, Hotbox y la película nominada a un premio de la academia Lars and the Real Girl. En 2015 empezó a interpretar el personaje de Dina Fox en la serie cómica de la NBC Superstore.

## Filmografía

### Cine
| Año  | Título                    | Rol      | Notas |
| ---- | ------------------------- | -------- | ----- |
| 2007 | Lars and the Real Girl    | Holly    |       |
| 2008 | Camille                   | Mesera   |       |
| 2011 | Calvin's Dream            | Sylvia   |       |
| 2012 | S is for Bird             | Sunny    | Corto |
| 2014 | Dirty Singles             | Carol    |       |
| 2014 | Apple's Hack Proof iPhone |          | Corto |
| 2015 | Paul Blart: Mall Cop 2    | Mindy    |       |
| 2017 | The Disaster Artist       | Florista |       |
| 2023 | Familia revuelta          | Barb     |       |

### Televisión
| Año             | Título                           | Rol                                | Notas                                  |
| --------------- | -------------------------------- | ---------------------------------- | -------------------------------------- |
| 2006            | The Wilkinsons                   | Scarlett Tucker                    |                                        |
| 2006            | Runaway                          | Policía                            | Episodio: "There's No Place Like Home" |
| 2007            | Across the River to Motor City   | Vicki                              | Episodio: "Walk Like a Man"            |
| 2008            | Facebook of Revelations: Robot   | A6                                 | Corto para TV                          |
| 2008            | Facebook of Revelations: Puppy   | Esposa de Murray                   | Corto para TV                          |
| 2008            | Facebook of Revelations: Heroes  | Lenore                             | Corto para TV                          |
| 2009            | Howie Do It                      |                                    | 11 episodios                           |
| 2009            | Hotbox                           |                                    | 3 episodios                            |
| 2009–2010       | The Dating Guy                   | Sam Goldman, Danica Morris (voces) | 26 episodios                           |
| 2010–2011, 2013 | The Ron James Show               |                                    | 6 episodios                            |
| 2010–2013       | Scare Tactics                    | Various                            | 12 episodios                           |
| 2012            | Almost Naked Animals             | Puma (voz)                         | Episodio: "Octopi P.I./The Lost Stunt" |
| 2013            | Bomb Girls                       | Olga                               | Episodio: "The Quickening"             |
| 2013            | Cracked                          | Kelly Morris                       | Episodio: "Spirited Away"              |
| 2013            | Lost Girl                        | Jane                               | Episodio: "Fae-ge Against the Machine" |
| 2013            | Call Me Fitz                     | Sidekick Sadie                     | Episodio: "Baby's First Brothel"       |
| 2013–2014       | Super Fun Night                  | Marika                             | 17 episodios                           |
| 2014            | Spun Out                         | Julie Anderson                     | Episodio: "Stalkblocker"               |
| 2015            | Another Period                   | Hortense Bellacourt                | 9 episodios                            |
| 2015-2020       | She-Ra y las princesas del poder | Scorpia                            |                                        |
| 2015–2021       | Superstore                       | Dina                               | Rol principal                          |